# 여성동아
《여성동아》(女性東亞, 영어: W Dong-A)는 동아일보사에서 발행하는 대한민국의 여성 월간지로, 판형은 사륙배판이다.
본래 1933년 1월 《신가정》(新家庭)이란 이름으로 창간했으나 1936년 8월에 통권 45호가 발간된 이후에 조선을 식민 통치하고 있던 일본 제국에 의해 이듬해 9월 폐간된다. 1967년 11월 이전 신가정을 계승해 현재의 이름인 《여성동아》로 복간하게 된다.
초기 여성동아는 여성 독자층의 폭이 넓지 못했다. 책을 읽을 정도의 학식이 있고, 잡지에 제안되는 소비 트렌드를 생활에 반영할 수 있을 만큼의 경제력이 있어야 했기 때문이다. 그러나 1970년대 이후부터 대한민국의 급속한 경제 성장으로 빠르게 변화하는 생활 양상을 반영하기 시작했다. 새로운 물건과 바뀌는 트렌드를 발 빠르게 소개하기 시작했다.  이는 요즘 여성지의 구성과도 매우 흡사한 모습이다.
현재의 주요 독자층은 20 ~ 30대 및 40 ~ 50대 이상의 여성 및 주부 등 다양한 연령층의 여성이 주요 독자층이다. 매년 여성동아는 여성 장편 소설을 공모하고 있는데 이는 여성 작가들의 등용문 역할을 해왔다. 이 곳을 통해 등단한 대표적인 인물로는 1970년 소설 〈나목〉(裸木)으로 등단한 박완서가 있다.